# تيتو كارنافيان
الجنرال الشُّرطي محمد تيتو كارنافيان (26 أكتوبر 1964-) هو سياسي إندونيسي وضابط شرطة متقاعد يشغل حاليًا منصب وزير الداخلية منذ عام 2019. شغل سابقًا منصب رئيس الشرطة الوطنية الإندونيسية من عام 2016 إلى عام 2019، ثم رئيسًا للوكالة الوطنية لمكافحة الإرهاب في عام 2016.

## حياته العمليَّة
شغل تيتو منصب رئيس الشرطة الوطنية الإندونيسية من عام 2016 إلى عام 2019، ثم ترقَّى وأصبح رئيسًا للوكالة الوطنية لمكافحة الإرهاب عام 2016. عُين وزيرًا للشؤون الداخليَّة في أكتوبر 2019.

### انقسام مقاطعتي بابوا وبابوا الغربية
بعد فترة وجيزة من تنصيبه وزيراً للشؤون الداخلية في أكتوبر 2019، أكد تيتو أنه سيكون هناك تشكيل لمقاطعة بابوا الجنوبية، والتي من المقرر فصلها عن مقاطعة بابوا. في وقت لاحق، في أبريل 2021، اقترح تيتو تقسيم غرب غينيا الجديدة إلى ستة مقاطعات، وهم: جنوب غرب بابوا، بابوا الغربية، بابوا الوسطى، الجبال الوسطى، بابوا الجنوبية، وبابوا تابي سيريري.

### جهوده للتخفيف من آثار فيروس كورونا
شارك تيتو في الجهود الوطنية للتخفيف من آثار كوفيد-19 خلال الأوبئة العالمية في عام 2020، فأصدر تعليمات إلى جميع الحكومات المحلية بشأن سياسات القيود الصحية، بما في ذلك قيود عطلات نهاية العام 2022. في نهاية العام، أصدر قرارًا بإلغاء سياسات القيود الصحية، وفقًا لتعليمات الرئيس جوكو ويدودو، معتبرًا أن الوضع الوطني بشأن الوباء تحت السيطرة، وأن الجهاز المناعي لدى الناس على نطاق مُتسع أصبح أفضل بعد مراحل من التطعيمات.

## معرض الصُّور

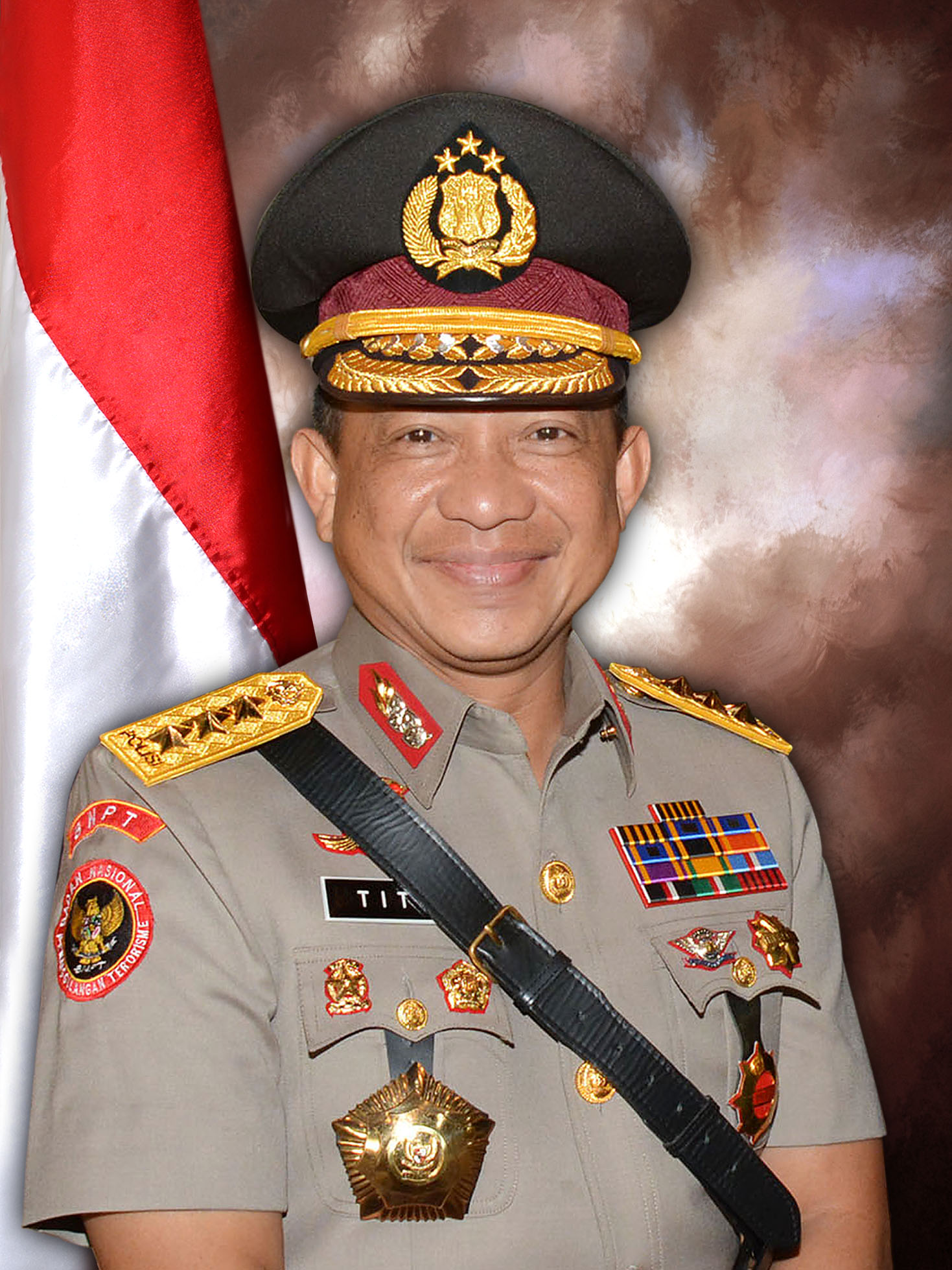
كارنافيان رئيس الوكالة الوطنية لمكافحة الإرهاب، مارس 2016
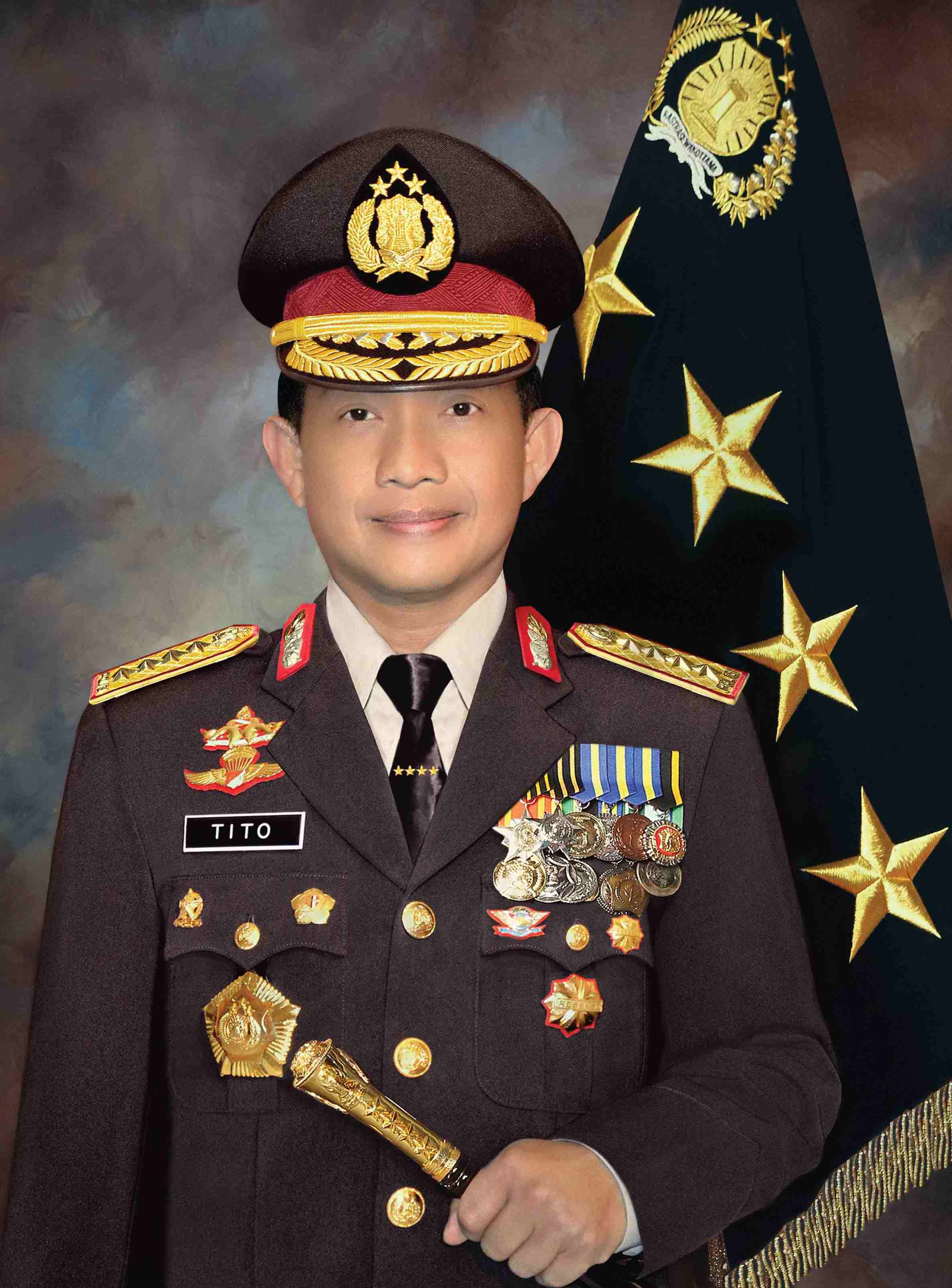
كارنافيان رئيسًا للشرطة الوطنية الإندونيسية، يوليو 2016
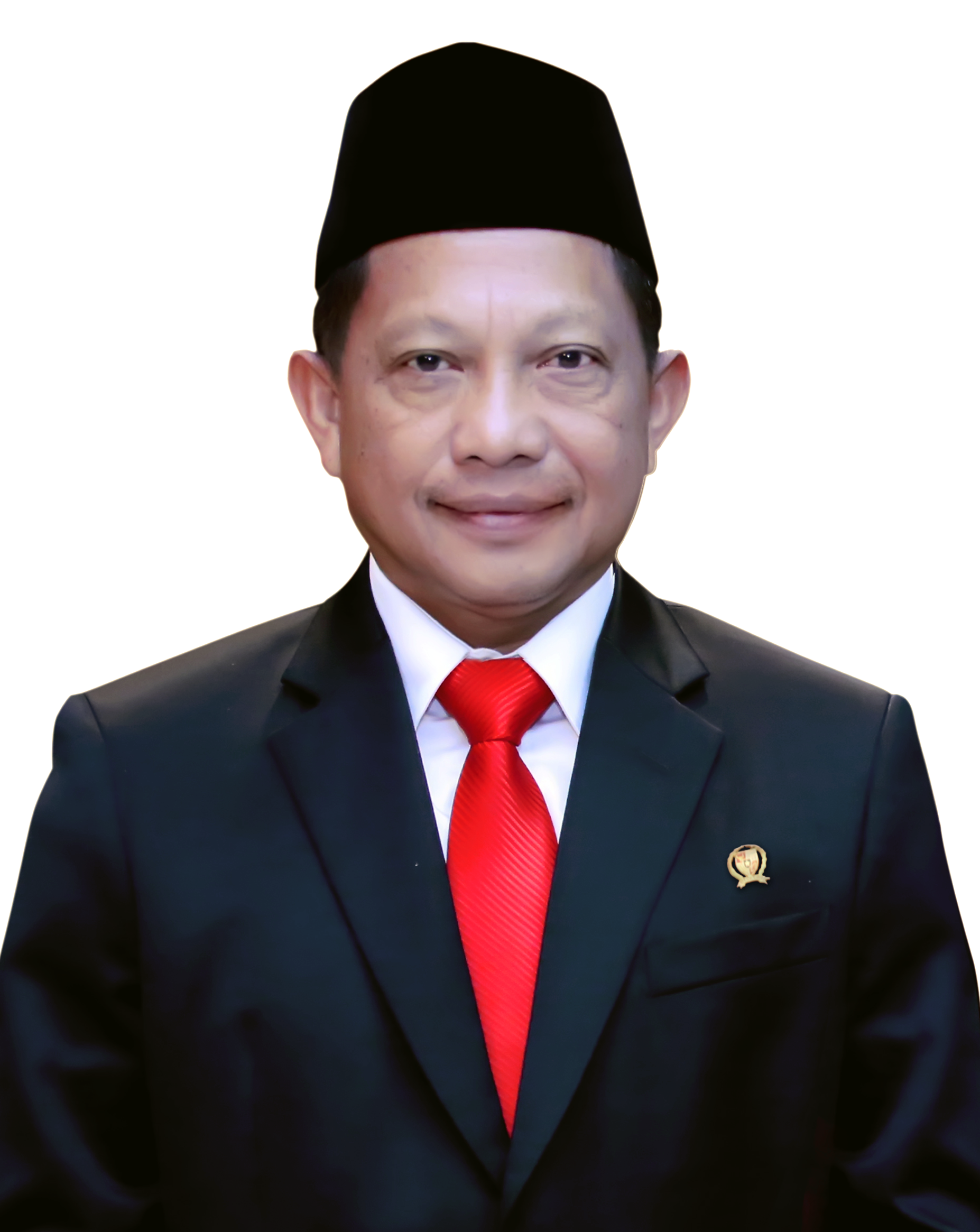
كارنافيان في مجلس وزراء إندونيسيا فصاعدًا، 2019